# Chiến Thắng, Bắc Sơn
Chiến Thắng là một xã thuộc huyện Bắc Sơn, tỉnh Lạng Sơn, Việt Nam.
Xã Chiến Thắng có diện tích 34,74 km², dân số năm 1999 là 3.218 người, mật độ dân số đạt 93 người/km².
Theo thống kê năm 2019, xã Chiến Thắng có diện tích 34,74 km², dân số là 3.256 người, mật độ dân số đạt 94 người/km².